# Luka Žorić
Luka Zorić (Zadar, 5 de novembro de 1984) é um basquetebolista profissional croata que atualmente defende o Baloncesto Sevilla na Liga Endesa. O atleta possui 2,11m e pesa 103kg atuando como pivô.